# 湖水
《湖水》是一部衛斯理系列中的小説，由香港科幻小説家倪匡所寫，系列編號26，跟《屍變》一同出版。

## 故事大綱
小郭介紹江建給衛斯理認識，江建告訴衛斯理一個故事。江建為一小學老師，一次學校旅行，有一學生王振源意外墮湖，救回後他似有鬼魂附身，並非湖南人的王振源間中會說出湖南方言，又能書寫流暢英文，而且說湖南話時王振源好像變了第二個人。江建尋求衛斯理幫忙，衛斯理安排一個隨身錄音機予王振源，記錄他五日內的說話，結果果然錄到王振源會突然用湖南方言說話，而說話中提及一間叫花花金舖的店舖，於是衛斯理尋找花花金舖的資料，得知這金舖早在十六年前給人縱火燒掉，後來衛斯理找到花花金舖的老闆，原來當年花花金舖被一個叫年振強的湖南人放火燒掉。
透過花花金舖老闆的憶述，衛斯理懷疑年振強可能已經死在湖中，其鬼魂卻附在墜湖的小學生王振源身上。而衛斯理從花花金舖老闆得知，十六年前年振強曾與女明星殷殷同居過，但殷殷現在已息影多年，仍生活奢華，故懷疑年振強之死與殷殷有關。
衛斯理查出殷殷的住所，並打算叫江建一同前往，但被江建拒絕。之後衛斯理冒充記者上門訪問殷殷，在訪問提及年振強，最後還將小學生王振源懷疑被年振強鬼魂附身之事告訴殷殷，表示懷疑殷殷是殺死年振強的兇手，殷殷反應激烈，立即將衛斯理趕走。衛斯理肯定殷殷是真兇，但苦無她的犯罪證據。
衛斯理將見殷殷的過程告訴江建，並得知王振源再沒有突然說出湖南方言的情況，衛斯理深感奇怪。三日後，新聞報導殷殷在家中受驚嚇而死，而警察發現她在住所的保險箱全是空的。衛斯理最初以為殷殷見到年振強的鬼魂所以被嚇死，但後來想到可能有人扮成年振強令殷殷受到驚嚇，而得知殷殷殺害年振強的，只有自己和江建，故恐嚇殷殷的應是江建所為，於是衛斯理潛入江建家中調查，搜尋出大量現金。江建回家後見到衛斯理，只好把真相告知。
原來江建是年振強的親姪，本身都是湖南人。當年年振強與殷殷同居時，江建亦與他們同住。一天，殷殷與年振強稱一同到一湖泊遊玩，但之後只有殷殷一人回來，殷殷表示年振強已死，並將江建趕出家門。江建長大成為教師後，仍不忘為叔叔報仇，並要向殷殷取回叔叔的財產。最後他想到衛斯理可以幫助他，並從學生王振源意外墜湖一事上取得契機，教王振源說幾句湖南話並作錄音，令這錄音成為王振源被年振強鬼魂附身的證據，吸引衛斯理去調查此事並接觸殷殷，令殷殷以為年振強鬼魂出現了。之後江建假扮年振強來到殷殷家中，並要殷殷將所有從年振強手上取得的財富歸還，受驚嚇的殷殷將家中保險箱內的所有財富交給江建，豈料殷殷因為受驚過度在翌日暴斃了。
江建表示會利用從殷殷取得的財產，辦一所貧民中學。衛斯理最後都相信江建，沒有將他告發。
故事開始是「鬼上身」或「靈魂附體」，但發展下來卻是一偵探故事，一切原都是江建刻意安排，誤導衛斯理。
| 前任者： 025 天外金球 | 衛斯理系列（按編號） 026 屍變、湖水 | 繼任者： 027 筆友、合成 |